# Митра, Динобондху
Динобондху Митра (бенг. দীনবন্ধু মিত্র; 1830 — 1 ноября 1873) — бенгальский драматург и поэт.

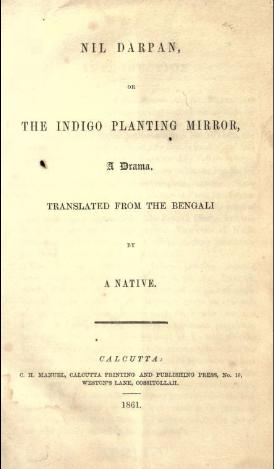
Обложка издания «Зеркала индиго» на английском языке.

Работал всю жизнь на почте, в конце жизни начал работать инспектором на железной дороге. Первая пьеса была издана нелегально и анонимно. Была переведена на английский язык другим бенгальским драматургом Модхусудоном Дотто. Писал стихи (книги Suradhuni Kavya, 1871; Dvadash Kavita, 1872). Роман «Poda Mahehshvar».

## Пьесы
- 1860 — «Ниладарпана» («Зеркало индиго»)
- «Аскетическая Навини» (1863)
- «Садхавара экадаши» (1866)
- «Старик, желающий жениться» (1866)
- «Лилавати» (1867)
- «Джамаи Барика» (1872)
- «Камале-камини» (1873)